# Liste du patrimoine immobilier classé de Flobecq
Cette page regroupe l'ensemble du patrimoine immobilier classé de la commune belge de Flobecq.
| Objet | Année de construction / Architecte | Adresse         | Section communale | Coordonnées                      | Numéro d’inventaire | Illustration              |
| --- | ---------------------------------- | --------------- | ----------------- | -------------------------------- | ------------------- | ------------------------- |
| L'église Saint-Luc |                                    |                 | Flobecq           | 50° 44′ 14″ nord, 3° 44′ 19″ est | 51019-CLT-0001-01   | L'église Saint-Luc        |
| Chapelle Saint-Anne |                                    | Rue Sainte-Anne | Flobecq-Bois      | 50° 45′ 30″ nord, 3° 43′ 57″ est | 51019-CLT-0004-01   | Chapelle Saint-Anne       |
| Site du Queneau |                                    |                 |                   | 50° 45′ 12″ nord, 3° 42′ 15″ est | 51019-CLT-0005-01   | Image manquanteTéléverser |
| Bois de la Besoche |                                    |                 |                   | 50° 46′ 28″ nord, 3° 41′ 59″ est | 51019-CLT-0006-01   | Image manquanteTéléverser |
| Parcelles dénommées Bois de Pottelberg au lieu-dit La Houppe                                                                   |                                    |                 | La Houppe         | 50° 46′ 05″ nord, 3° 42′ 28″ est | 51019-CLT-0007-01   | Image manquanteTéléverser |
| Les parcelles boisées aux lieux-dits La Houppe et Mont de Rhodes à Flobecq (S) et établissement d'une zone de protection (ZP). |                                    |                 |                   | 50° 46′ 00″ nord, 3° 42′ 34″ est | 51019-CLT-0008-01   | Image manquanteTéléverser |